# Sickla (tunnelbanestation)
Sickla är en planerad tunnelbanestation inom Stockholms tunnelbana, belägen i stadsdelen Sickla i Nacka kommun i anslutning till stationer med samma namn på Saltsjöbanan (öppnad 1893) och Tvärbanan (öppnad 2017). Tunnelbanestationen är en del av Blå linjens planerade utbyggnad mot Nacka centrum och förväntas öppna år 2030.

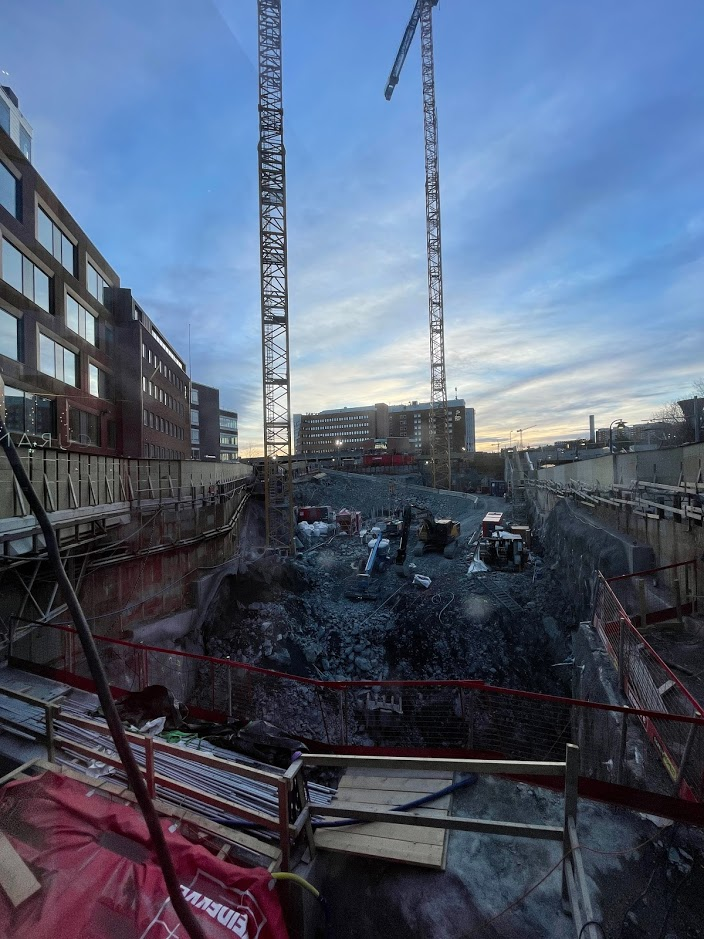
Byggarbetsplats 2021